# Antonín Chmel

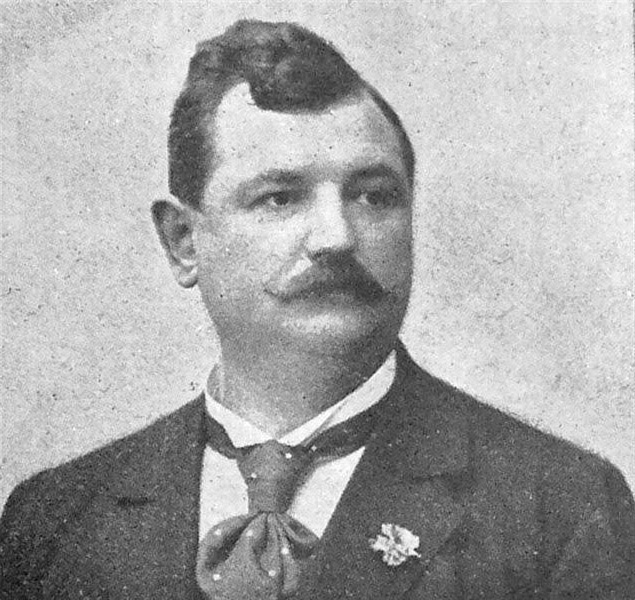
Antonín Chmel

Hauptansicht des Etablissements Antonín Chmel (um 1898)

Antonín Chmel (auf Deutsch auch Anton Chmel; * 18. Oktober 1855 Říčany; † 16. September 1898 Vinohrady) war ein böhmischer Unternehmer einer Selchwarenfabrik und Exporteur von Prager Schinken, mit Stammsitz in Vinohrady in Prag. Ihm wird die Einführung der böhmischen Brühwurst Špekáček auf der Prager Jubiläumsausstellung 1891 zugeschrieben.

## Biografie
Chmel stammte aus einer armen kinderreichen Bürgerfamilie, sein Vater war Fleischhauer. Mit 14 Jahren verließ er sein Elternhaus und ging auf Wanderschaft zunächst nach Prag, später Wien und anschließend Königliche Weinberge. Mit 21 Jahren beschloss er, sich dort als Unternehmer niederzulassen. Mit der Zeit konnte er sich von einem bescheidenen Kaufmann zu einem angesehenen Exporteur hocharbeiten.
Die Aufträge mehrten sich mit der Zeit, die bisherigen Werkräume sowie die Warenvorräte erwiesen sich als unzureichend. Chmel kaufte einen Teil des ausgedehnten Gutes »Zvonařka« in den Königlichen Weinbergen, und kurz darauf wurde eine einfache Arbeitsstätte erbaut, die später zu einer Fabrik anwuchs und erweitert wurde. Die in- sowie die ausländische Presse lobte die Anlage sehr. Chmel besaß unter seinen Mitbürgern ein hohes Ansehen.
Nach dem Erfolg seines Prager Schinkens präsentierte er auf der großen Prager Jubiläumsausstellung 1891 die Špekáček, eine geräucherte Brühwurst, die zum Verkaufserfolg wurde und die auch heute noch zu den beliebten Klassikern der tschechischen Küche (früher Böhmische Küche) gehört.
Für seine Verdienste und auf Grund der hohen Qualität seiner Produkte wurde Antonín Chmel zum k.u.k. Hoflieferanten, königlich bayerischen und königlich rumänischen Hoflieferanten ernannt.
Nach seinem Tod im Jahre 1898 übernahm seine Witwe Josefa den Betrieb und konnte ihn erfolgreich weiter führen und ausbauen. Es erwies sich als hilfreich, dass sie bald darauf den kompetenten bisherigen Geschäftsführer der Fabrik, Jan Šimáček, heiratete, mit dem sie das Unternehmen gemeinsam führte. 
Zum weiteren Erfolg trug auch eine neue Erfindung bei, nämlich die Herstellung einer Schinkengelatine, mit der der Schinken in Konserven nicht nur haltbarer wurde, sondern auch lange saftig blieb. Der Export in die USA, Kanada und Australien lief an.
Das Ende kam mit dem Ende des Zweiten Weltkrieges als die kommunistischen Machthaber das Unternehmen 1948 beschlagnahmten und verstaatlichten und entsprechend in Státní masný průmysl Zvonařka (Staatliche Fleischindustrie Zvonařka) umbenannten. Die Fabrik wurde zunächst in den Staatskonzern Masna integriert. Die Qualität ließ sich nicht mit der der Vorkriegszeit vergleichen. Mit dem Eisernen Vorhang schloss sich auch ein großer Teil des traditionellen Absatzmarktes und das Unternehmen ging zu Grunde.

## Fabrik

Maschinen- und Kesselhaus

Werkstätte

Ende des 19. Jahrhunderts wuchs die Stadt Königliche Weinberge (Vinohrady) bedeutend, mit der Errichtung von öffentlichen Bauten und diversen Fabrikanlagen. Unter diesen Fabriken war die von Antonín Chmel, Erzeuger von Selchwaren, die bedeutendste. Die Fabrik lag auf dem Grund des ausgedehnten Guts »Zvonařka«, das an dem steilen Seitenabhang des Nuslertales lag. Die Fabrik mit ihrer Werkstätte, dem Maschinenhaus samt seinem 26 Meter hohen Schlot, sowie den Wohngebäuden konnte man von der Nusler Talniederung sehen.
Sein Unternehmen nannte sich stolz První česká akciová továrna na šunky a uzenářské zboží Antonín Chmel, Praha-Vinohrady (Erste Böhmische Aktienfabrik für Schinken und Wurstwaren Antonín Chmel, Prag-Vinohrady).
Die ganze Anlage war vor dem Jahre 1900 in drei Teile geteilt, nämlich die eigentliche Erzeugungsstätte mit den zugehörigen Wirtschaftsgebäuden wie Wagenremise, Stallungen usw., dann die künstliche Kühlanlage mit dem Maschinen- und Kesselhaus und schließlich den Trakt mit den Wohngebäuden, wo die Fabrikscomptoirs, Arbeiterunterkunft usw. untergebracht waren.
Das Haus (und dazu gehörende Nachbargebäude) standen direkt über dem damals noch nicht überbauten und naturbelassenen Nuselské údolí.

### Erzeugungsstätte

Keller

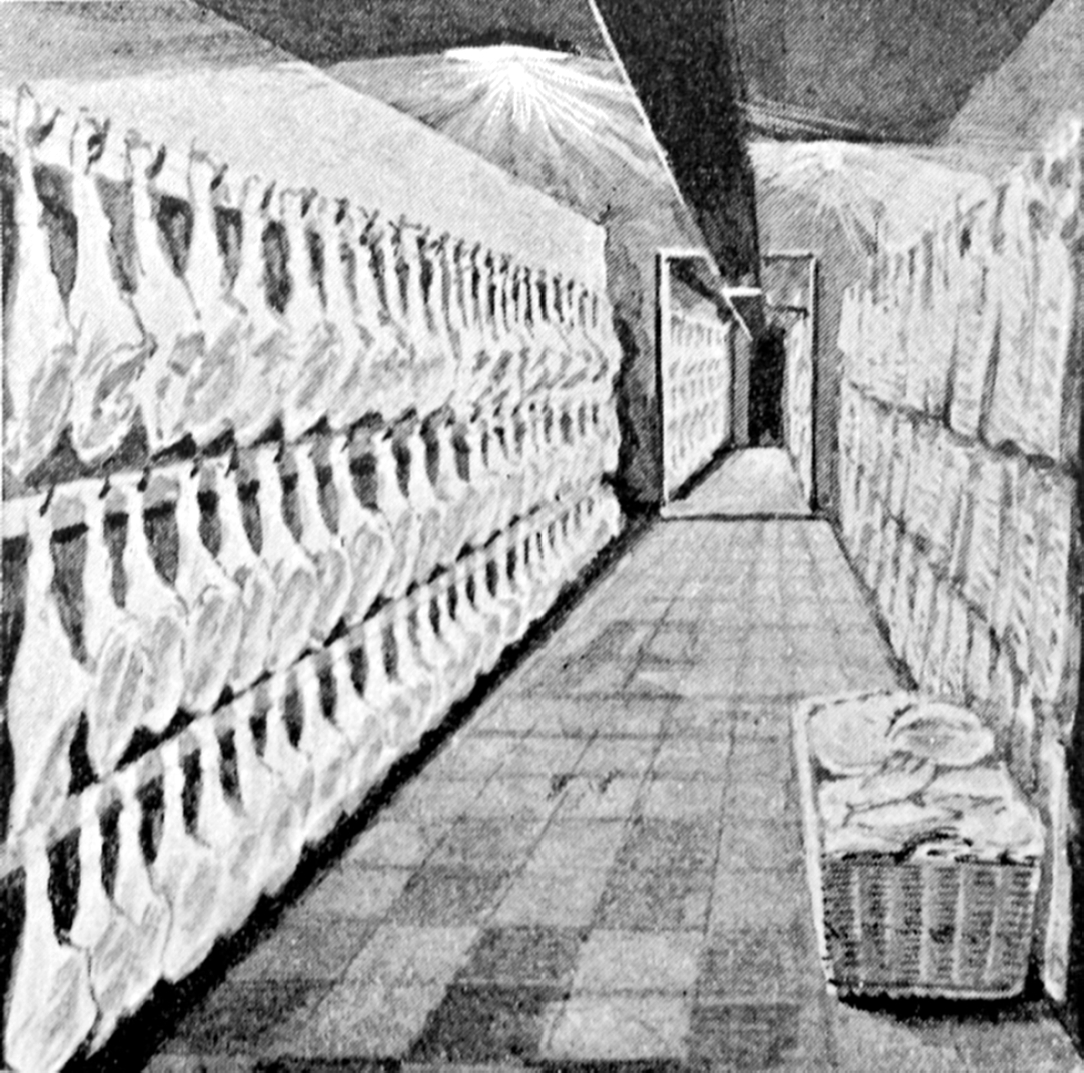
Keller

Der erste Teil war ein weiter, abgesondeter Raum, wo die ankommende Rohware ihre Aufnahme zur Abwaage fand und dann auf sogenannte Prager Art zugeschnitten wurde. In einem anderen Raum wurde die Rohware anschließend für die weitere Zubereitung sortiert. Im hinteren Trakt dieser Abteilung lagerten bis zur Decke die aufgespeicherten Därme und diverse Artikel, welche alle zur Fabrikation von Selchwaren notwendig waren. An diese Abteilung schloss sich unmittelbar das Expeditionszimmer an, wo die fertige Ware auf ihre weitere Bestimmung wartete. Tausende von Schinken und sonstige Selchprodukte gingen jährlich von hier zum Export in alle möglichen Länder raus. Die Schinken genossen für ihre hohe Qualität einen Weltruf und wurden durch eine Marke gesetzlich geschützt.
An das Expeditionszimmer reihte sich die eigentliche Werkstätte an, welche mit Arbeitsmaschinen und marmornen Arbeitstischen ausgestattet war. Der Fußboden war aus Zement für die leichtere und bessere Reinigung. Nach der Werkstätte gab es die etagenhohen Rauchkammern, in denen 10.000 Kilogramm Ware auf einmal innerhalb 24 Stunden fertig geselcht werden konnten.
Die Fabrik hatte viele Arbeits- und Lagerkeller, wo der Vorrat diverser Materiale in teilweise rohem, halbfertigem oder fertigem Zustand zerstreut oder in Riesentonnen lagerte. Um 1900 hatte der Dispositionsvorrat, welchen die Fabrik zu ihrem Betrieb benötigte, den Durchschnittswert von 100.000 bis 150.000 fl. Oe. W.

### Kühlanlage

Kondensator

Der zweite Fabrikteil war die künstliche Kühlanlage, wo auch das Maschinenhaus mit dem Kesselhaus untergebracht war. Zwei Dampfmotoren, an 100 Pferdestärken stark, bildeten das Hauptagens der ganzen Fabrikanlage. Nicht nur die Maschinen im Maschinenhaus, sondern auch sämtliche Arbeitsmaschinen der Werkstätte sowie der Kelleraufzug befanden sich hier. Zwei Kühlmaschinen (System Linde) mit zwei Salzwasserpumpen nebst einem Berieselungskondensator, die sich in der ersten Etage des Maschinenhauses befanden, erzeugten die gewünschte Kühlung bis auf ein Grad Wärme für die ausgedehnten Keller und Lagerräume der Fabrik wie auch die großen, unterirdischen Räume der eigentlichen Kühlanlage. Diese Kühlanlage wurde an Fleischer, Selcher, Wildbrethändler u. a. vermietet und durch eine Ventilationsvorrichtung trotz großer Vorräte von Fleisch und sonstiger Rohware geruchfrei gehalten. Bemerkenswert war auch die im Maschinenhaus abseits befindliche Eiserzeugungsmaschine, welche das künstliche Eis für die Fabrik und die Kundschaft erzeugte. Diese konnte innerhalb acht Stunden 16 Meterzentner an Eis erzeugen.

### Wohnanlage
Zwei Elektrodynamomaschinen, welche in Verbindung mit Akkumulatoren im Souterrain des Maschinenhauses untergebracht waren, besorgten die elektrische Beleuchtung sämtlicher Arbeitsräumlichkeiten und Kellereien des Etablissements, der ganzen Kühlanlage und des großen Fabrikhofes, sowie der anliegenden Wohngebäude. Die Wohngebäude, in denen die Fabrikscomptoirs und Arbeiterlogis untergebracht waren, waren mit einer Dampfheizanlage ausgestattet. Ein 37 Meter tiefer Brunnen mit 35 Meter langem Stollen im auf dem Talabhang angelegten Garten lieferte das erforderliche Kühlwasser. Die Fabrik beschäftigte durchschnittlich 10 Beamte und an die 100 Arbeiter, der Fuhrpark zählte um das Jahr 1900 12 Wagen und sechs Paar Pferde.

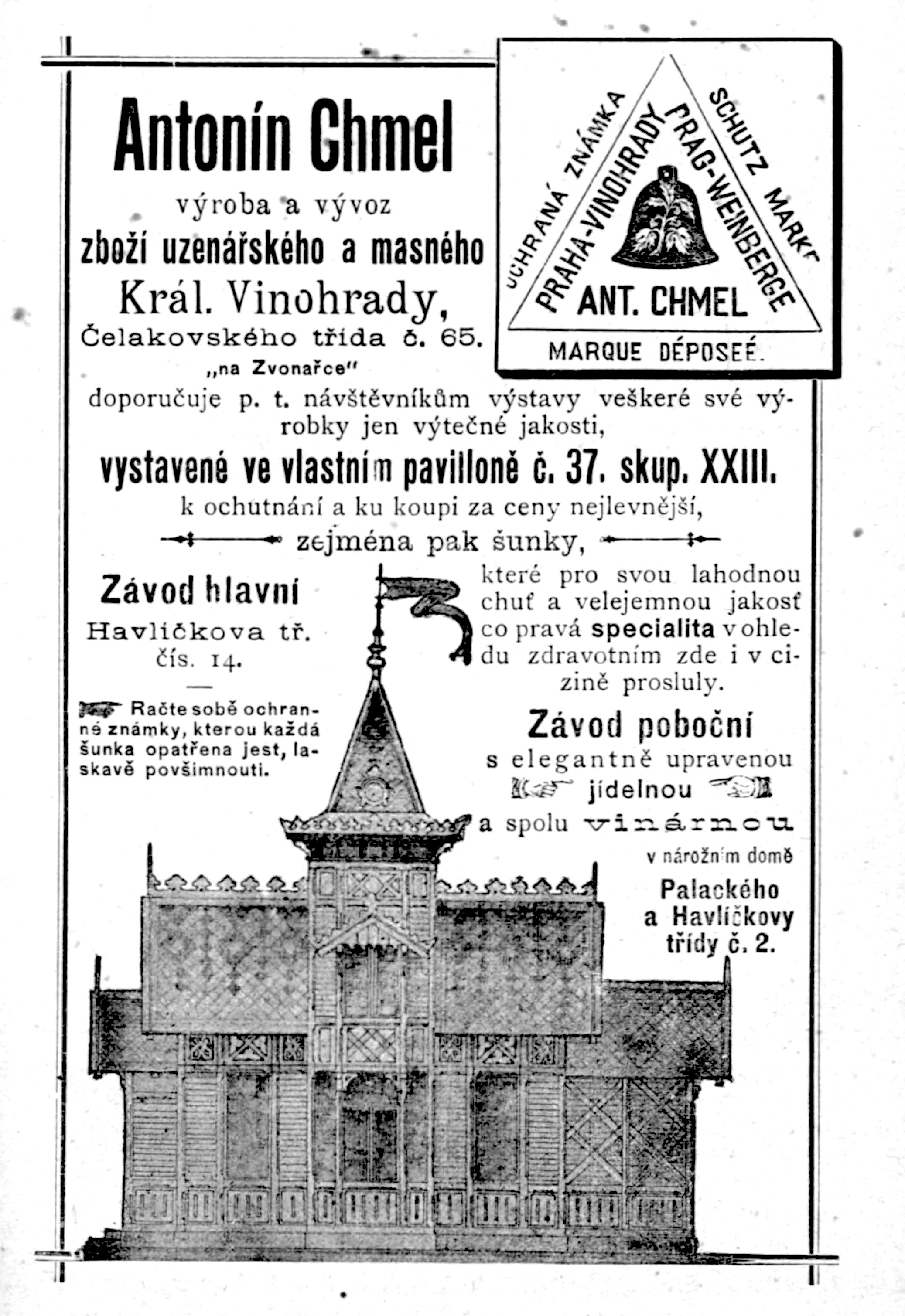
Anzeige im Katalog zur Prager Jubiläumsausstellung 1891 mit Räucherkammer und Schutzmarke rechts oben